# NEW LOVE
《NEW LOVE》是日本音樂組合B'z的第21張原創專輯。於2019年5月29日由VERMILLION RECORDS發行。

## 概要
本作是自前作《DINOSAUR》以來，睽違1年半的原創專輯。
除了涵蓋了4首分別成為商業搭配曲的（Majestic）、（奔跑的勇士）、（Deus）以外，共計收錄了全13首歌曲。此外，同作錄音參與了自6月起舉行的《B'z LIVE-GYM 2019 -Whole Lotta NEW LOVE-》支援樂手及Robert DeLeo（Stone Temple Pilots），並在「Rain & Dream」中更參與了Joe Perry（Aerosmith）等知名音樂家。
本作無收錄單曲，是首張B'z未收錄單曲的原創專輯。雖然作為在前作專輯後所發行的音源，存在著被收錄進影像作品《B'z LIVE-GYM Pleasure 2018 -HINOTORI-》附屬CD的「HINOTORI」，但並未收錄於本作中。此外，（若與你同在）是同時期製作的樂曲但未收錄於本作中。
本作是自19th專輯《EPIC DAY》以來，在LIVE-GYM上披露了全收錄曲的原創專輯。

## 關於專輯標題
關於專輯標題《NEW LOVE》，稻葉表示「30週年結束，再次帶著《要做我們自己喜歡的音樂》這樣的心情命名了標題」、「雖然簡潔但當中包含了挑戰新事物的心情，以及這就是我們所熱愛的音色這樣一層含義」。此外，稻葉提及了最近的作品標題《EPIC DAY》《DINOSAUR》「HINOTORI」等，是連續取了沈重且充滿魄力的標題這點，因此也有意改變此趨勢，想呈現出一種柔和而中立的感覺。
儘管在專輯製作過程中樂曲已陸續完成，但直至最後卻仍未添加專輯標題。在接近專輯完成時，由於稻葉很鍾意曲目1（My New Love）的（New Love）一詞，便希望將其添加為專輯標題。「NEW」是由於發音好聽，至於「LOVE」則是因為完美重合了他們自身所愛之物的形象。

## 製作
作為商業搭配已發來委託的、等一部分樂曲，是在《B'z LIVE-GYM Pleasure 2018 -HINOTORI-》巡演中開始製作。並在2018年9月29日舉行的《B'z PARTY Presents B'z Pleasure in Hawaii》結束後稍作休息，便著手開始了全面性地正式製作。於2019年2月完成松本的聲部，3月完成稻葉的歌入，之後便進入了混音作業。雖然過去在25週年的《Pleasure》巡迴演唱會結束後，松本、稻葉各自投入了自身的SOLO活動，但本次在30週年的《Pleasure》巡迴演唱會結束後便立即宣布預定發行新作專輯。關於這點，松本回顧表示「由於《Pleasure》比起對於我們而言更是大家的東西這種意識很強烈。我想便因此產生了想創作能反映出目前我們自身的樂曲並舉辦巡演這樣的心情」。
松本談及「最近的自己擁有為藍調傾倒的部分，被（藍調）吸引住了」，並以曲目1的為首，將本專輯評為呈現出了該跡象。此外，松本近年來很講究和弦進行的第七和弦，並表示已從過去以同樣風格製作的《The 7th Blues》大為進化。
關於錄音是與前作《DINOSAUR》同樣，採用了將每曲嘗試了各式各樣的吉他後，從中挑選出最好的吉他並搭配上合適的放大器來使用的方式。此外，本次松本回顧表示，由於想使用演奏出了我們所憧憬時代的音樂的樂器，因此積極地使用了經典吉他（Vintage Guitar）。
稻葉表示很滿足於既非概念化亦無考慮到整體的平衡感，僅只是把非常誠實地姿態和盤托出的部分，並談及了於歌詞中可察覺到雖然在本作發行去年舉行的《B'z LIVE-GYM Pleasure 2018 -HINOTORI-》上狀況不佳，但相當質樸地部分卻影響到了種種歌曲。
關於曲序，平時是以松本的方案為基礎從中做變更，但在本作是由稻葉早早提出了曲序方案，因為松本聽後極為讚賞所以便未做變更直接原封不動地排進了收錄流程。

## 宣傳

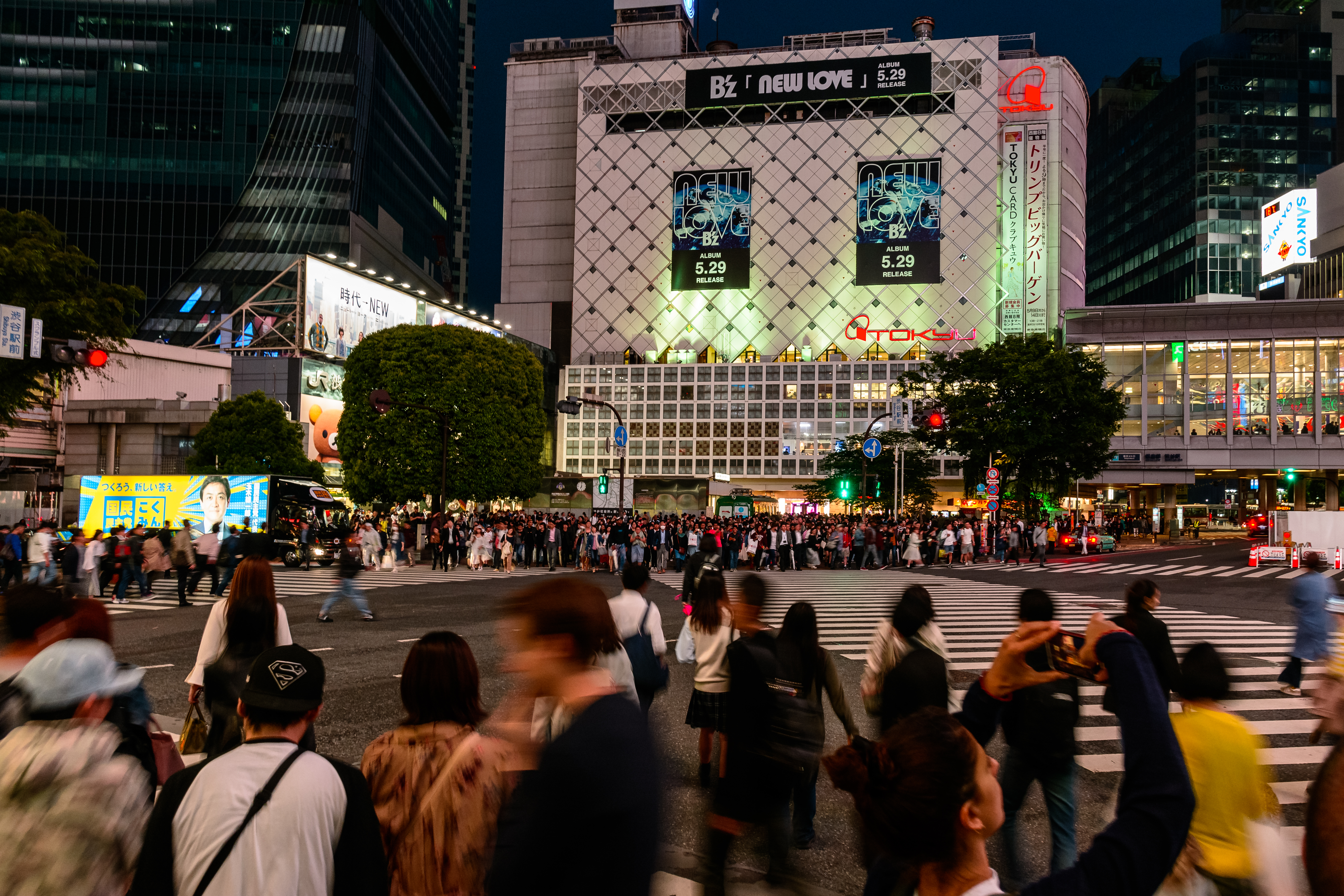
B'z「NEW LOVE」專輯在澀谷十字路口前的澀谷東急百貨本店牆面上的屋外看板宣傳

本作是日本年號從平成變更為令和後的首張作品。於2019年5月1日變更年號時，在澀谷十字路口前的澀谷東急百貨本店牆面上揭示了發售通知的屋外看板。截至同年5月3日所揭示的是設計為平成與令和年號的限定視覺，蘊含著感謝平成與歡迎令和之意。截至5月4日〜5月14日所揭示的是使用了專輯封面原圖的視覺形象。透過AR app掃描看板，即可獲得AR限定預約購入特典券。
本作的電視廣告是由在將曲目5使用為主題歌的江崎固力果「Pocky」廣告中出演的女演員宮澤理惠擔任解說詞旁白。

## 紀錄
在Oricon週間專輯榜（2019年6月10日）上，以首週銷量206,714張，獲得冠軍。達成總計獲得第29張冠軍紀錄，據此專輯總銷量超過4600萬張，更新了「專輯獲得冠軍作品數」與「專輯總銷量張數」。
在Oricon年間專輯榜（2019年）上獲得第9位。進入原創專輯的年間排行榜TOP10是自2002年發售的《GREEN》以來睽違17年。

## 發行形態
通常盤
僅含CD的形態。
初回生產限定盤
CD+原創T恤的形態。
黑膠唱片
所有形態皆附屬了由音樂文化作家佐伯明所撰寫的Liner Notes。
此外，作為應募特典，封入了和把曲目5「マジェスティック」使用為廣告主題歌的江崎固力果合作的「B'z×PockyⓇ」固力果卡車BOX（Pocky綜合口味），5000名中獎資格應募抽選卡（2019年6月3日截止）。

## 收錄曲
| CD       | CD                   | CD    |
| 曲序     | 曲目                 | 时长  |
| -------- | -------------------- | ----- |
| 1.       | （My New Love）      | 3:19  |
| 2.       | （奔跑的勇士）       | 4:14  |
| 3.       | WOLF                 | 3:51  |
| 4.       | （Deus）             | 4:13  |
| 5.       | （Majestic）         | 4:14  |
| 6.       | MR. ARMOUR           | 3:23  |
| 7.       | Da La Da Da          | 4:46  |
| 8.       | （戀鴉）             | 3:35  |
| 9.       | Rain & Dream         | 6:20  |
| 10.      | （我背負著業力而活） | 4:00  |
| 11.      | （Golden Rookie）    | 4:48  |
| 12.      | SICK                 | 4:05  |
| 13.      | （永遠年輕）         | 4:18  |
| 总时长： | 总时长：             | 55:06 |

## 樂曲解說
1. （My New Love）
使用了打擊樂器的Groove風樂曲。關於在決定曲序時，稻葉將本曲定為曲目1的理由是「自然而然地。因為我很喜歡這首歌，並認為它很有氣勢[原文 5]」[1]。
在前期製作階段先從歌曲旋律開始製作，之後在編曲階段添加吉他連複段（Guitar Riff）[19]。
關於歌詞，稻葉談及「是以類似於『年輕』這樣的事物為主題的單純地歌詞[原文 6]」，本曲標題的「My New Love」與專輯標題《NEW LOVE》之間並無連繫[14]。在聲樂錄音方面，回顧表示「與其說是近似於現場般地感覺，不如說是想活用在歌聲中自然呈現的假音之類的[原文 7]」[14]。
2. （奔跑的勇士）
日語標題讀作「（Tsuwamono Hashiru）」[20]。
大正製藥日本國家橄欖球隊應援歌「最強的自己」（最強の自分）篇[21]、「對日本的熱情」（日本への熱き想い）篇[22]、「永不放棄的堅強」（諦めない強さ）篇[22]、「願成為支持者的後盾」（支える人を支えたい）篇[22]、「迎接挑戰的人」（立ち向かう人）篇 [23]、「今日全力以赴」（今日の全力に）篇[24]廣告曲（日语：コマーシャルソング）。
專為該廣告全新創作的樂曲。B'z以留言表示「變得滿身泥濘並挺身而出持續奔跑的選手們正是勇士（Tsuwamono），一邊對其姿態懷抱著敬畏之心，一邊創作出了本曲。希望能讓聆聽的人，以及一同歌唱的人，自體內湧現出希望。[原文 8]」[21]。
根據松本表示是通過邊在洛杉磯進行作曲，邊與稻葉進行數據交換的方式推進製作。關於樂曲的本篇旋律，松本回顧表示「是在家中獨自一人時想到的[原文 9]」，並在之後製作DEMO時附加了吉他連複段[14]。前奏聲部是以橄欖球為形象，從而判斷出「有這樣的聲部為佳[原文 10]」後所追加的[25]。
根據稻葉表示，標題的「兵（Tsuwamono）」是在想像著「這正是橄欖球選手[原文 11]」時所浮現的詞彙，原先設想為「強者」這樣的漢字，但在將拼音轉換成漢字時出現了「兵」這個漢字，因感到十分有趣而採用了「兵」[14]。作為標題方案，亦有僅只「兵」一個字的提案，但在經過設法重新思考後，便以追加單詞的成為了標題[25]。
在影像作品《B'z LIVE-GYM Pleasure 2018 -HINOTORI-》的紀錄片「TOUR DOCUMENTARY -Road to 20180921-」中收錄了製作風景。
除了一般版本的MUSIC VIDEO外，亦公開了使用到《B'z LIVE-GYM 2019 -Whole Lotta NEW LOVE-》演唱會影像的「LIVE ver.」。
在參加了2019年世界盃橄欖球賽的日本橄欖球隊比賽的電視轉播中，反覆播放了作為商業搭配使用的力保美達電視廣告，每當日本橄欖球隊獲勝時數位音樂下載排名皆會提升，並於2019年10月15日在iTunes的飆升排行榜上獲得冠軍紀錄[26][27]。在2019年10月21日的Billboard JAPAN數位下載歌曲榜"Download Songs"上，自6月數位上架開始以來首次進入TOP10獲得第4位之紀錄，並在隔週的10月28日上升到了第2位[28][29]。同年11月由日本唱片協會授予了金認證（10萬下載）[30]。
3. 富士電視台系週一晚間9點連續劇『SUITS/スーツ（日语：SUITS/スーツ (日本のテレビドラマ)）』主題歌。此外亦在續作富士電視台系週一晚間9點連續劇『SUITS/スーツ2』中被繼續起用為主題歌[31][32]。專為該連續劇全新創作的樂曲。在B'z的樂曲中是自『零秒出手』主題歌的「イチブトゼンブ」以來，第2首成為週一晚間9點連續劇主題歌的樂曲[33]。B'z以留言表示「這是通過將為了自己所相信的正義，儘管時而抱有糾葛，亦會咆哮出真相的甲斐（連續劇主角的名字）的姿態為形象誕生的詞語，完成了唯獨B'z才有的令人不由得舞動身體般ROCK節奏的這首"WOLF"。十分期待在連續劇中播放。[原文 12]」[33]。
樂曲製作始於2018年巡迴演唱會《B'z LIVE-GYM Pleasure 2018 -HINOTORI-》的宮城公演（7月14日、15日）後台。宮城公演的演唱會當日，在正式開演前進行了連續劇商業搭配的磋商，磋商結束後松本便直接回到自己的休息室，藉由從業主提供的廣告分鏡圖與設定集等，任憑想像馳騁進行樂曲製作。雖然當場未完成到副歌，但在該時點，前奏與吉他Cutting的氛圍在某種程度上已經完成了。之後，在演唱會結束後乘車移動抵達目的地時，松本便向B'z的經紀人報告「曲子完成了[原文 13]」。松本回顧當時表示「在聽了連續劇的劇情結束磋商後，便靈光乍現了『就是這個！』[原文 14]」[1][34]。此外，加入了喇叭即興演奏這樣的點子是來自松本的主意[14][19]。
關於歌詞根據稻葉表示，由於連續劇主角的設定是「孤狼人格型律師」（一匹狼の弁護士），因此便以「孤狼」為形象進行製作。製作時的暫定標題亦是「孤狼」（一匹狼），但在經過設法重新思考後更改成了「WOLF」[14]。歌詞亦是通過將業主提出的要求合併後，重新撰寫了好幾次[34]。
錄音參與了龜田誠治（貝斯）與玉田豐夢（爵士鼓）。由於龜田與玉田在錄音中參與的曲目5先完成後，松本對該演奏十分鍾意，而將「WOLF」自最初就委託2人錄製[15]。
作為同連續劇的插入曲亦製作了僅只歌唱與吉他的慢調版[注 4]，但並未收錄於本作中。在影像作品《B'z LIVE-GYM Pleasure 2018 -HINOTORI-》的紀錄片「TOUR DOCUMENTARY -Road to 20180921-」裡收錄了兩版本的製作風景。
4. （Deus）
鈴木不妥協的SUV篇（妥協なきSUV篇）電視廣告曲。
自前曲結束後未留間隔地開始了本曲。
「Deus」是中文「神」的拉丁語。
先作出旋律後製作了連複段（Riff）。根據松本回顧表示「在製作DEMO的階段便將旋律與連複段全部完成了[原文 15]」[14]。間奏鄉村音樂風格的聲部，主要為Yukihide "YT" Takiyama（日语：Yukihide "YT" Takiyama）的編曲。松本與稻葉起初，提案了間奏加入稻葉的藍調口琴獨奏這樣的編曲，但將其受理後的YT提案了，加入少許稻葉的藍調口琴獨奏後加入主唱聲部的編曲。當初因松本感覺到違和感，而加入了稻葉的藍調口琴與松本的滑音管吉他聲部做為引子，為了使在主唱聲部中YT的和聲亦佔有舉足輕重的位置產生嶄新感受，而誕生了該編曲[17]。之後當聽到松本在演奏純淨音調的連複段時，YT因而產生主意，便創作出了鄉村風的節奏模式[17]。
關於歌詞根據稻葉表示「是以類似於『復活』這樣的事物為主題進行撰寫[原文 16]」[14]。稻葉在聆聽松本製作的DEMO曲時，看著自己的作詞筆記在很久以前製作的短句感到「大概是這裡的氛圍吧[原文 17]」，便將該短句應用於A段聲部，從其處開始逐漸發展出整體的歌詞。關於曲名「デウス」表示「單純是因為喜歡其發音[原文 18]」，以及並無十分熟悉「Deus」這個詞彙，但卻反而感到發音聽起來很有神聖的感覺，此外，由於在歌詞中亦有「神」這個詞彙而採用為標題[14]。
5. （Majestic）
江崎固力果「Pocky」廣告主題歌[36][37]。專為該廣告全新創作的樂曲，在MUSIC VIDEO中亦使用了南沙良出演的廣告影像。B'z以留言表示「幸福及勇氣的碎片散落在日常風景或與身旁之人的交談中。將尋找到那些不經意地珍貴事物的歡樂化為了音樂和詞語。這是一首會讓時間流逝變得稍微緩慢的樂曲。請一邊喝著茶，一邊聆聽吧。[原文 19]」[36]。本曲的伴奏，成為了僅只由吉他與貝斯和爵士鼓這樣的簡單構成。松本談及了「由於結構簡單的這種感覺的聲響是我自身的目標，因此我為能夠做出非常好理解的作品感到自豪[原文 20]」[19]、「因為已經有Majestic了，所以我認為無須再製作其他抒情曲[原文 21]」[1]等，對本曲的完成度感到十分滿意。
根據松本表示是於2018年5月，通過邊在洛杉磯進行前期製作，邊與稻葉進行數據交換的方式推進製作。松本藉由從業主提供的資料中看著「廣告分鏡圖」任憑想像馳騁，並通過一邊以原聲吉他演奏，一邊歌唱的形式製作暫唱，在用LINE將樂曲的數據傳送給稻葉[14]。本曲已和最初傳送給稻葉的暫唱副歌旋律不同，因數日後傳送了變更副歌的樂曲時稻葉對其相當鍾意，便以第2首成為了的原型[34]。
稻葉留言表示，由於是在事前聽完廣告故事後製作歌詞，因此「用了和以往不同的創作方式，充滿新鮮感地創作得相當愉快[原文 22]」。並談論到據說有來自業主希望能加入在廣告標語「要聊幾支Pocky呢」（ポッキー何本分話そうかな）當中，引用了「幾支」「1支、2支、・・・」等作為樂句的期望[34]。結果，雖然無法響應該期望，但在作詞過程中偶然想到「魔法棒」（魔法のスティック）這個樂句，便從其處連結到「Majestic」（マジェスティック）這個樂句。稻葉回顧表示「我想，在自己心中「或許早已決定」要使用『マジェスティック』[原文 23]」[14]。
與曲目3「WOLF」同樣，錄音參與了龜田與玉田。雖然近年的B'z錄音大多是由日本以外的音樂家參與，但松本認為本樂曲的錄音「讓日本樂手試試看應該會不錯吧[原文 24]」，最初便提議了龜田。通過龜田介紹，玉田亦參與了錄製[15][19]。
於2018年9月，在粉絲俱樂部活動的演唱會上做了首次披露。
6. 比製作專輯更早之前，與「HINOTORI」同時期推進製作的樂曲[1]，在2018年2月進行過一次錄音，但由於感到「感覺上是挺好的，但似乎還缺少了點什麼[原文 25]」的松本，接受了來自稻葉「要不要試著改變和聲（副歌）？[原文 26]」的提案，而將副歌於原先的大調明亮氛圍，變更為短調[14]。此外，在2月的錄音時點亦是已製作了所有歌詞，但因伴隨著變更副歌而改變了整體地氛圍，故將最初製作的歌詞作廢，重新撰寫了全新歌詞[14][19]。
關於歌詞，談論到是通過一邊想像著「在SNS上填寫匿名不暴露自己，卻攻擊著對方介意之處的那種人[原文 27]」一邊開始進行撰寫的，但由於不想寫出太嚴肅的歌詞，而變更為稻葉喜歡的勇於傾聽彼此的「男女間的談話[原文 28]」風格[14]。
7. 具有70年代氛圍以非常強而有力地硬式搖滾為基調，由呼喊聲及弦樂器交織而成的樂曲[14]。本曲是一首率先作好了所有連複段的曲子，並在連複段後將旋律以適用的形式製作而成[17]。
關於本樂曲，松本表示是以「70年代的強力硬式搖滾[原文 29]」為形象進行製作[15]。關於間奏的弦樂器編曲，雖向Yukihide "YT" Takiyama（日语：Yukihide "YT" Takiyama）與寺地秀行（日语：寺地秀行）傳達了形象，但因成果與松本想像中不同，而由松本用吉他創作了所有樂句，並將其原封不動地讓弦樂隊演奏。此外，亦有使用到YT與寺地秀行的編曲[14][17][19]。
關於歌詞稻葉回顧表示，由於這種在感受上帶給人以管弦樂團為中心的樂曲不易決定歌詞主題，因此便通過任憑想像馳騁來撰寫歌詞，談及從樂曲中感受到如同「對於那些容易卑躬屈膝的人，當受到當頭棒喝後便能再前往其他次元[原文 30]」般的氣勢並以此撰寫歌詞[14]。此外關於標題，是為了平衡歌詞強烈的主張性，而故意以無意義的詞語作為標題[1]。松本將本曲評為「雖然作為吉他手會想演奏這樣的樂曲，但對於歌手而言卻是一首十分艱難的樂曲[原文 31]」，而向幫這樣的樂曲撰寫出有趣歌詞的稻葉表示感謝[14]。
此外，松本大為讚揚了在錄音中擔任爵士鼓的Brian Tichy（英语：Brian Tichy）的演奏，並將其評為「若沒有Brian的演奏便無法營造出這樣的氛圍[原文 32]」[17]。
8. （戀鴉）
藍調搖滾樂曲。在前奏中將哇音效果吉他，以同音齊唱重疊經過加工的松本和聲。
松本將本曲評為「具有用屬於我們的風味製作了Jimi Hendrix氛圍的感覺[原文 33]」[17]。在配備部分採用的吉他是使用了在過去行蹤不明，但為了於出道30週年紀念大型展覽上展示，而在網際網路上請求提供情報，並被成功發現的ERNIE BALL MUSIC MAN EVH Model PINK #86255（英语：Music Man (company)）[17]。
前奏的氛圍是在製作初期時點便已存在，由該聲部及在A段中以主唱與吉他同音齊唱的聲部，使稻葉聯想到「烏鴉鳴啼的光景[原文 34]」，而將其意象與其他故事組合推進作詞[1][14]。
9. 成為樂曲基礎的，是亦有使用於前奏及A段聲部的連複段。根據松本表示，在前作的錄音空擋消遣時，他以Free（英语：Free (band)）及Led Zeppelin等自身熱愛的音樂起源為形象，錄下了使用原聲吉他製作的連複段。製作始於在該連複段上乘載旋律，便以本次樂曲的形式落實[15][17]。
歌詞的主題起源，來自舉辦在2002年的《FIFA World Cup Official Concert（日语：2002 FIFAワールドカップ#FIFA ワールドカップ オフィシャル・コンサート）》與Aerosmith的共演。在安可與Aerosmith共演後，稻葉與Steven Tyler一邊摟著肩一邊從舞台回到後台時，在舞台側邊稻葉情不自禁地說道「這仿佛像做夢一樣啊[原文 35]」，Steven便答道「Koshi，這個世界上的一切都是夢哦。我們要一天天，一個接一個地去實現哦[原文 36]」。深受感動的稻葉，便以Steven的話語為主題製作了歌詞[1][15][注 5]。此外，A段的「畢業那天老師對我說了一番話[原文 37]」這樣的境遇，是以稻葉自身的體驗為原型[1][14][15][注 6]。
演奏時長超過6分鐘，作為超過6分鐘的樂曲成為了自2006年發表的（收錄於15th專輯《MONSTER》）[注 7]以來，並成為了本作收錄曲中最長的樂曲。
Joe Perry（Aerosmith）作為客串吉他手參與，演奏了前奏的吉他樂句及第2段副歌，與在結尾和松本輪流演奏的吉他聲部。過去雖曾與Aerosmith共演過2次，但本次是首次參與成員的錄音。此外，亦是首次有松本以外的吉他手在B'z名義的作品中參與演奏。在製作時因松本提案「後半段很長，要不要找誰來一起輪流演奏[原文 38]」，稻葉便以過去共演過的熟人並與松本的吉他風格迥異「差異越大越好[原文 39]」為由提議了Joe Perry。由於Joe本人不太參與其他藝人的樂曲，以及對於Aerosmith的日程等是否能接受此提案感到不安，但據說對方十分樂意地接受了[14][19]。雖然在錄音方面無法一同進入錄音室，但松本並未通過他人溝通，而是與Joe直接以電子郵件等方式取得聯繫配合。並將收錄了松本吉他的樂曲提交給Joe，Joe便將該曲以吉他重疊的形式進行製作。Joe對此表示「極為認真地挑戰了此曲，亦獲得到非常好的反響[原文 40]」[14][17][19]。順帶一提，前奏的Joe的吉他樂句，是由於Joe製作了數個即興演奏的Take，以「隨你編輯[原文 41]」寄送給松本，因此松本便將其中一個樂句使用為前奏[14]。
10. （我背負著業力而活）
與「MR. ARMOUR」同時期擬定DEMO，幾乎是以原封不動地狀態直接收錄於本作[14]。
歌詞來自稻葉受到鑑賞的歌舞伎《與話情浮名横櫛（日语：与話情浮名横櫛）》（俗稱「刀疤與三（日语：与話情浮名横櫛）」）影響所製作[1]。根據稻葉表示，在「受歡迎的美男子對黑道的女人出手，穿幫後被揍得遍體鱗傷[原文 42]」這樣的故事裡，其中「雖是狼狽淒慘的人生，但會渴望回到昔日的美好時光嗎[原文 43]」「不會，我不想回頭[原文 44]」這個場面令稻葉很痛快並感到欽佩，便製作了以此歌舞伎演出節目為中心思想的詞的筆記。之後，在本次的錄音中聆聽本曲DEMO時，稻葉產生了「雖不是昭和歌謠卻很有日式氛圍[原文 45]」的感覺，便將從前製作的那些詞以適用的方法來製作歌詞[1][14]。
前奏之所以會以「永不回頭！」（もう戻るもんか！）這樣的台詞揭開序幕，此為稻葉在錄音時將歌聲加入完畢後一時興起，添加到開頭的東西[14]。
11. （Golden Rookie）
從前奏的連複段開始製作的樂曲[14]。完成於專輯製作後半，根據松本表示這是因感到「具有這種氛圍及節奏的樂曲，對於專輯而言應是必要的[原文 46]」所製作的樂曲[14]。
稻葉表示歌詞的主題是「祝您通往希望[原文 47]」，談論到「即便尚未決定夢想，總之只要還活著，人人皆是"金色新秀"（Golden Rookie）[原文 48]」[14]。
12. 與前曲同樣，從前奏的連複段開始製作的樂曲[14]。以在近年的B'z樂曲中幾乎不再有的淡出（日语：フェード）作結。
間奏部分雖有貝斯獨奏，但該空間是從一開始就準備好的，在收錄了來自Mohini的貝斯獨奏後，收錄了吉他獨奏[1][19]。根據松本表示，由於Mohini的貝斯獨奏是一種超絕技巧，因此為了考慮到平衡感，而故意將吉他獨奏設為旋律[1]。此外，來自Jeff的結尾鋼琴獨奏成為了淡出，根據松本表示「後半具有很酷的樂句，但故意淡出了[原文 49]」[19]。
關於歌詞稻葉談及「雖然在副歌最後稍微變得冷靜下來了，但這是猶如在輕微病態的精神狀態下，將儀表上的指針極端觸及喜惡之人的心中吶喊般的感覺[原文 50]」[14]。
13. （永遠年輕）
與「MR. ARMOUR」同時期（2018年2月）擬定DEMO，包含編曲皆以原封不動地狀態直接收錄於本作[14]。
關於歌詞的世界觀「想保持年輕[原文 51]」這樣的純粹願望，亦是包含著稻葉自身的感受撰寫而成，如前述中亦有記載的在上身體狀況不佳亦與歌詞有關[14]。稻葉建立在「逐漸老去的姿態也很好[原文 52]」的認同之上，表示「但是擁有想努力展現出年輕姿態的那份心意亦是非常可貴的。那種與實際年齡不符的感覺很人性化，我覺得很好[原文 53]」「因為想永遠年輕確實是一個十分純潔、純粹的願望。我想通過搖滾來全力支持這種心情，便抱持著這樣的心意寫下了歌詞[原文 54]」[1][15]。

## 商業搭配
- 大正製藥日本國家橄欖球隊應援歌「最強の自分」篇、「日本への熱き想い」篇、「諦めない強さ」篇、「支える人を支えたい」、「立ち向かう人」篇、「今日の全力に」篇廣告曲（日语：コマーシャルソング）(#2)
- 富士電視台系週一晚間9點連續劇主題歌(#3)
- 富士電視台系週一晚間9點連續劇主題歌(#3)
- 鈴木妥協なきSUV篇 電視廣告曲(#4)
- 江崎固力果「Pocky」廣告主題歌(#5)

## 製作人員
- 松本孝弘：吉他、全曲作曲、編曲
- 稻葉浩志：主唱、全曲作詞、編曲、藍調口琴(#4)
- Joe Perry：吉他(#9)
- Yukihide "YT" Takiyama（日语：Yukihide "YT" Takiyama）：全曲編曲、和聲歌手(#4.5)
- 寺地秀行（日语：寺地秀行）：Vocal Direction(#1.4.6-13)、弦樂器編曲(#7)
- Sam Pomanti：和聲歌手(#6)
- Brian Tichy（英语：Brian Tichy）：爵士鼓(#1.4.6-8.10-13)
- Shane Gaalaas（日语：シェーン・ガラース）：爵士鼓(#2)
- 玉田豐夢：爵士鼓(#3.5)
- Brittany Maccarello：爵士鼓(#9.11)
- Mohini Dey（英语：Mohini Dey）：貝斯(#1.4.8.12.13)
- Barry Sparks（英语：Barry Sparks）：貝斯(#2)
- 龜田誠治：貝斯(#3.5)
- Robert DeLeo：貝斯(#6.7.9-11)
- Jeff Babco：鍵盤(#3.4.8-12)
- Lenny Castro：打擊樂器(#1.4.6.8.11.12)
- Andy Wulf：薩克斯風(#3)
- 仲兼一郎：小號(#3)
- MIKA HASHIMOTO with Lime Ladies Orchestra：弦樂器(#7)

## 演唱會影像作品
- B'z LIVE-GYM 2019 -Whole Lotta NEW LOVE-

- B'z LIVE-GYM 2019 -Whole Lotta NEW LOVE-

- B'z LIVE-GYM 2019 -Whole Lotta NEW LOVE-

- B'z LIVE-GYM 2019 -Whole Lotta NEW LOVE-

- B'z LIVE-GYM 2019 -Whole Lotta NEW LOVE-

- B'z LIVE-GYM 2019 -Whole Lotta NEW LOVE-

- B'z LIVE-GYM 2019 -Whole Lotta NEW LOVE-

- B'z LIVE-GYM 2019 -Whole Lotta NEW LOVE-

- B'z LIVE-GYM 2019 -Whole Lotta NEW LOVE-

- B'z LIVE-GYM 2019 -Whole Lotta NEW LOVE-

- B'z LIVE-GYM 2019 -Whole Lotta NEW LOVE-

- B'z LIVE-GYM 2019 -Whole Lotta NEW LOVE-

- B'z LIVE-GYM 2019 -Whole Lotta NEW LOVE-

## 腳註

### 出典
1. 1 2 3 4 5 6 7 8 9 10 11 12 13 14 15 16 17    122. B'z Party. 2019-06 （日语）.
2. 1 2  . ORICON NEWS (Oricon). 2019-06-04  [2019-06-04]. （原始内容存档于2019-06-04） （日语）.
3. 1 2  . ORICON NEWS. 2019-06-15  [2019-06-15]. （原始内容存档于2019-06-05） （日语）.
4. ↑  . ORICON NEWS. 2019-06-15  [2020-11-26]. （原始内容存档于2019-06-05） （日语）.
5. ↑  . Billboard JAPAN (阪神コンテンツリンク). 2019-06-04  [2019-06-05]. （原始内容存档于2019-06-05） （日语）.
6. ↑  . ORICON NEWS. オリコン.   [2020-11-26]. （原始内容存档于2019-06-12） （日语）.
7. ↑  . ORICON NEWS. 2019-06-17  [2019-10-15]. （原始内容存档于2019-06-16） （日语）.
8. 1 2  . ORICON NEWS. 2019-12-23  [2019-12-23]. （原始内容存档于2019-12-23） （日语）.
9. ↑  . Billboard JAPAN. 阪神コンテンツリンク. 2019-12  [2019-12-23]. （原始内容存档于2019-12-26） （日语）.
10. ↑  . The Record (日本唱片協會). 2019-07, 716: 14  [2020-11-26]. （原始内容存档于2020-07-24） （日语）.
11. ↑  . ORICON NEWS. 2019-06-10  [2019-06-11]. （原始内容存档于2019-06-10） （日语）.
12. 1 2  . TOWER RECORDS ONLINE (淘兒唱片). 2019-04-10  [2019-04-10]. （原始内容存档于2019-04-28） （日语）.
13. ↑    123. B'z Party. 2019-09 （日语）.
14. 1 2 3 4 5 6 7 8 9 10 11 12 13 14 15 16 17 18 19 20 21 22 23 24 25 26 27 28 29 30 31 32 33 34 35 36 37 38 39 40 41   512. SHINKO MUSIC ENTERTAINMENT. 2019-05-05 （日语）.
15. 1 2 3 4 5 6 7 8 9 10 11   (2019年7月號). 株式会社 音楽と人. 2019-06-05 （日语）.
16. 1 2    121. B'z Party. 2019-03 （日语）.
17. 1 2 3 4 5 6 7 8 9 10 11    487 (2019年7月號). SHINKO MUSIC ENTERTAINMENT. 2019-06-06 （日语）.
18. ↑  . Natalie. 2019-05-01  [2019-05-09]. （原始内容存档于2019-05-02） （日语）.
19. 1 2 3 4 5 6 7 8 9 10   (2019年7月號). Player Corporation. 2019-06-01 （日语）.
20. ↑  大正製藥株式會社. . PR TIMES (株式會社PR TIMES). 2018-11-01  [2020-02-21]. （原始内容存档于2020-02-20） （日语）.
21. 1 2  . Natalie. 2018-11-01  [2019-04-10]. （原始内容存档于2018-11-23） （日语）.
22. 1 2 3  . 產經新聞. 產業經濟新聞社. 2019-10-09  [2020-04-09]. （原始内容存档于2020-04-15） （日语）.
23. ↑  YouTube上的リポビタンＤ「立ち向かう人」篇 30秒
24. ↑  @Lipod_Rugby.  (推文). 2020-03-26  [2020-11-26] –Twitter （日语）.
25. 1 2   120. B'z Party. 2018-12 （日语）.
26. ↑  . 體育報知. 2019-10-16  [2019-10-18]. （原始内容存档于2019-10-18） （日语）.
27. ↑  . 體育日本. 2019-10-09  [2019-10-24]. （原始内容存档于2019-10-09） （日语）.
28. ↑  . Billboard JAPAN. 阪神コンテンツリンク. 2019-10-16  [2019-10-24]. （原始内容存档于2019-10-23） （日语）.
29. ↑  . Billboard JAPAN. 阪神コンテンツリンク. 2019-10-23  [2019-10-24]. （原始内容存档于2019-10-23） （日语）.
30. ↑  . The Record (日本唱片協會). 2020-01-16, 722: 10 （日语）.
31. ↑  . B'z Official Website. VERMILLION RECORDS. 2020-04-13  [2020-04-14]. （原始内容存档于2020-04-15） （日语）.
32. ↑  @drama_suits.  (推文). 2020-04-13  [2020-11-26] –Twitter （日语）.
33. 1 2  . Natalie. 2018-10-08  [2019-04-10]. （原始内容存档于2018-11-23） （日语）.
34. 1 2 3 4   119. B'z Party. 2018-10 （日语）.
35. ↑  @drama_suits.  (推文). 2018-11-26  [2020-11-26] –Twitter （日语）.
36. 1 2  . Natalie. 2018-08-31  [2019-04-10]. （原始内容存档于2018-11-23） （日语）.
37. ↑  . Natalie. 2018-10-02  [2019-04-10]. （原始内容存档于2018-11-23） （日语）.